# 卡尔沃内拉斯德瓜达绍恩
卡尔沃内拉斯德瓜达绍恩，是西班牙卡斯蒂利亚-拉曼恰昆卡省的一个市镇。总面积101平方公里，总人口943人（2001年），人口密度9人/平方公里。